# Brachionidium dentatum
Brachionidium dentatum är en orkidéart som beskrevs av Carlyle August Luer och Robert Louis Dressler. Brachionidium dentatum ingår i släktet Brachionidium och familjen orkidéer.
Artens utbredningsområde är Panamá. Inga underarter finns listade i Catalogue of Life.